# Speelberg
Speelberg is, sinds de gemeentelijke herindeling van 1903, een stadsdeel van gemeent Emmerik in de Duitse deelstaat Noordrijn-Westfalen. 
Speelberg ligt juist ten noorden van de Altstadt ingeklemd tussen de Emmerikse bebouwing en de rijksgrens met Nederland. Aan Nederlandse zijde ligt de plaats 's-Heerenberg. Westelijk van Speelberg ligt de buurtschap Elsepaß en noordoostelijk ligt het stadsdeel Klein-Netterden.
Tot het Congres van Wenen was Speelberg Nederlands grondgebied. In 1816 werd deze buurtschap aan Pruisen toegewezen.
Tussen het stadsdeel Speelberg en 's-Heerenberg lag tot de Tweede Wereldoorlog de Zwarte Brug, die in de jaren 1990 als grensovergang voor fietsers en voetgangers in ere hersteld werd.
In het buitengebied van Speelberg staat het monumentale landhuis Hohe Sorge dat dateert uit het midden van de zeventiende eeuw.

## Afbeeldingen

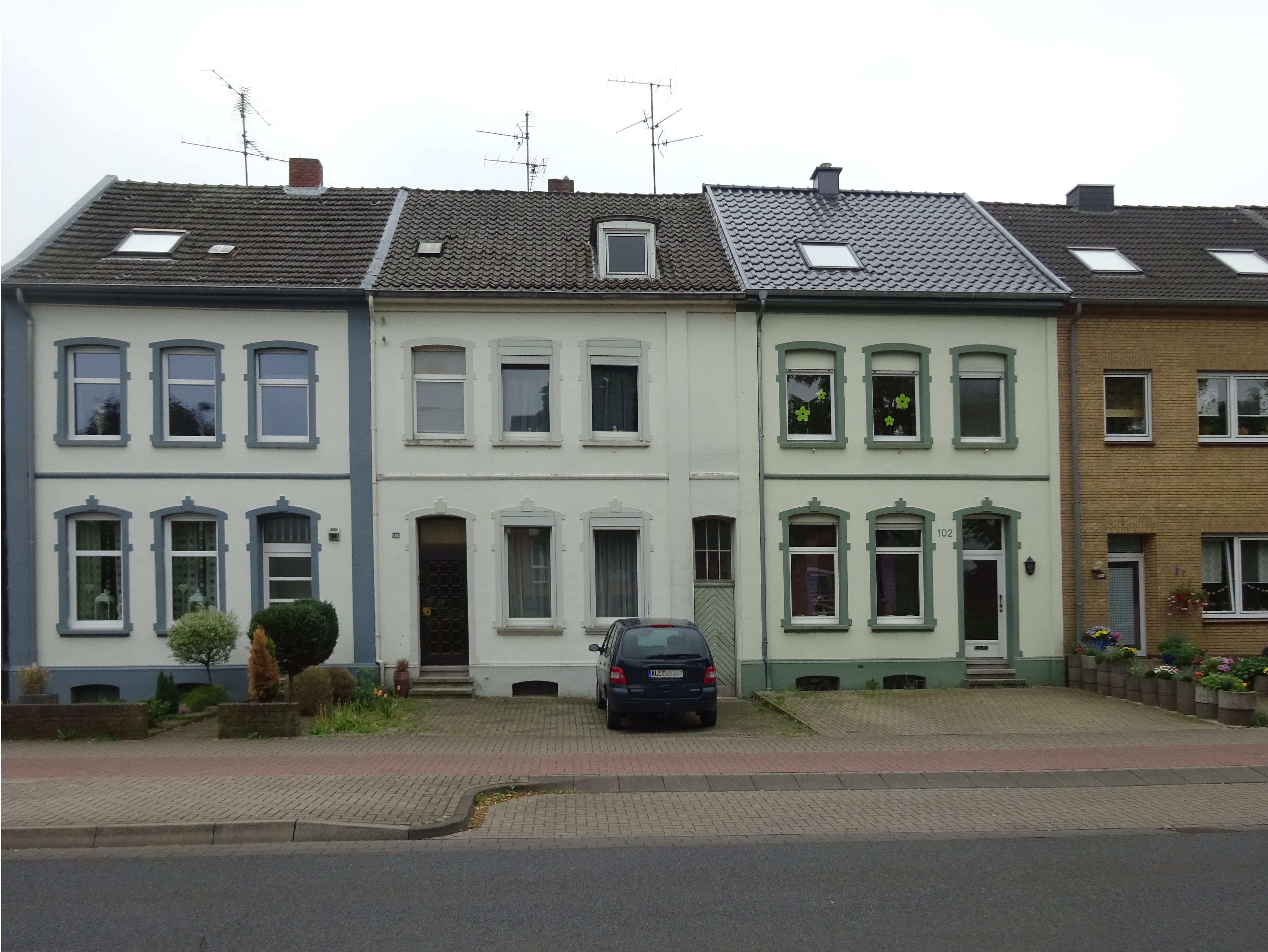
Huizen aan de Speelberger Straße
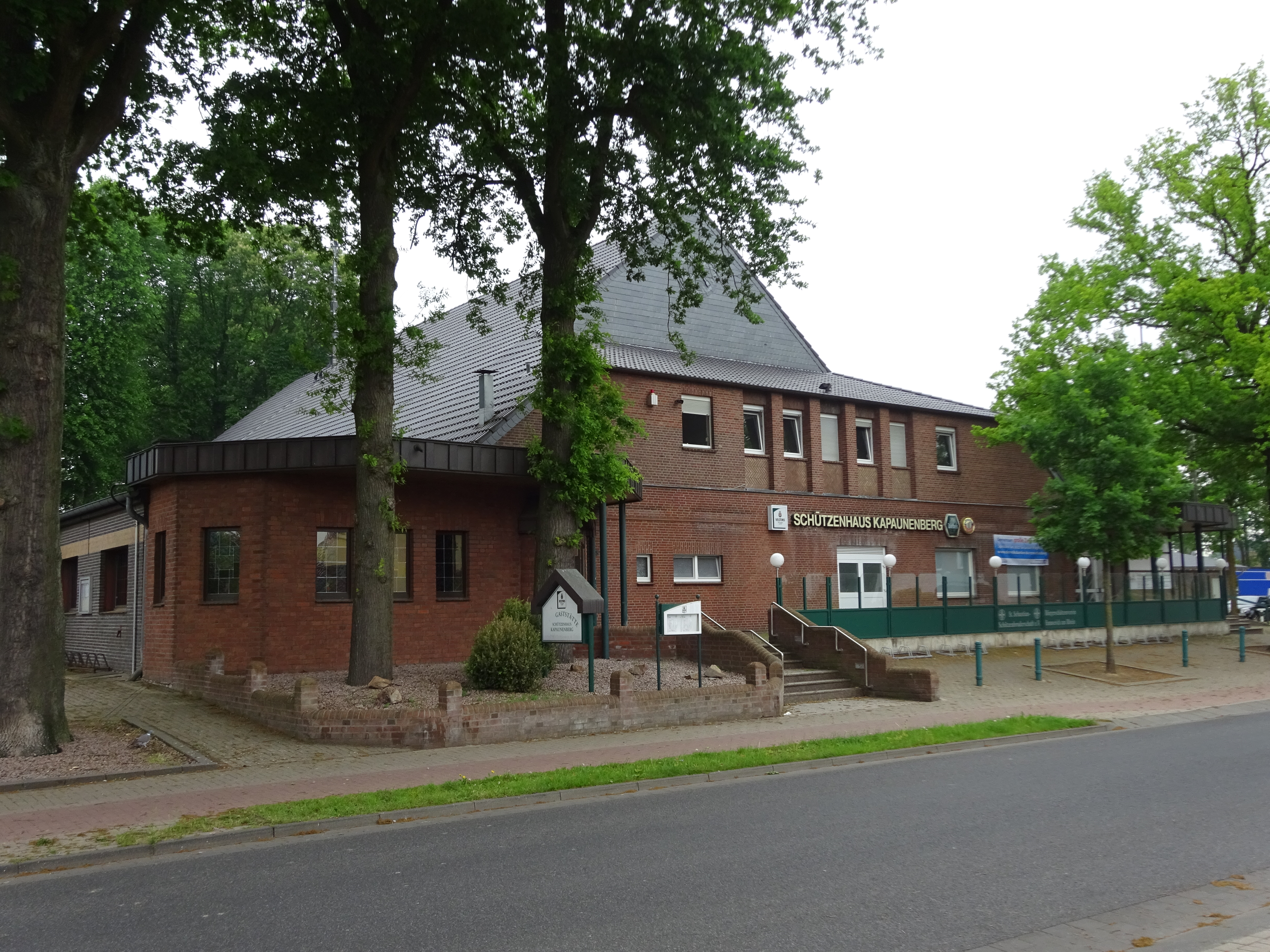
Schützenhaus Kapaunenberg
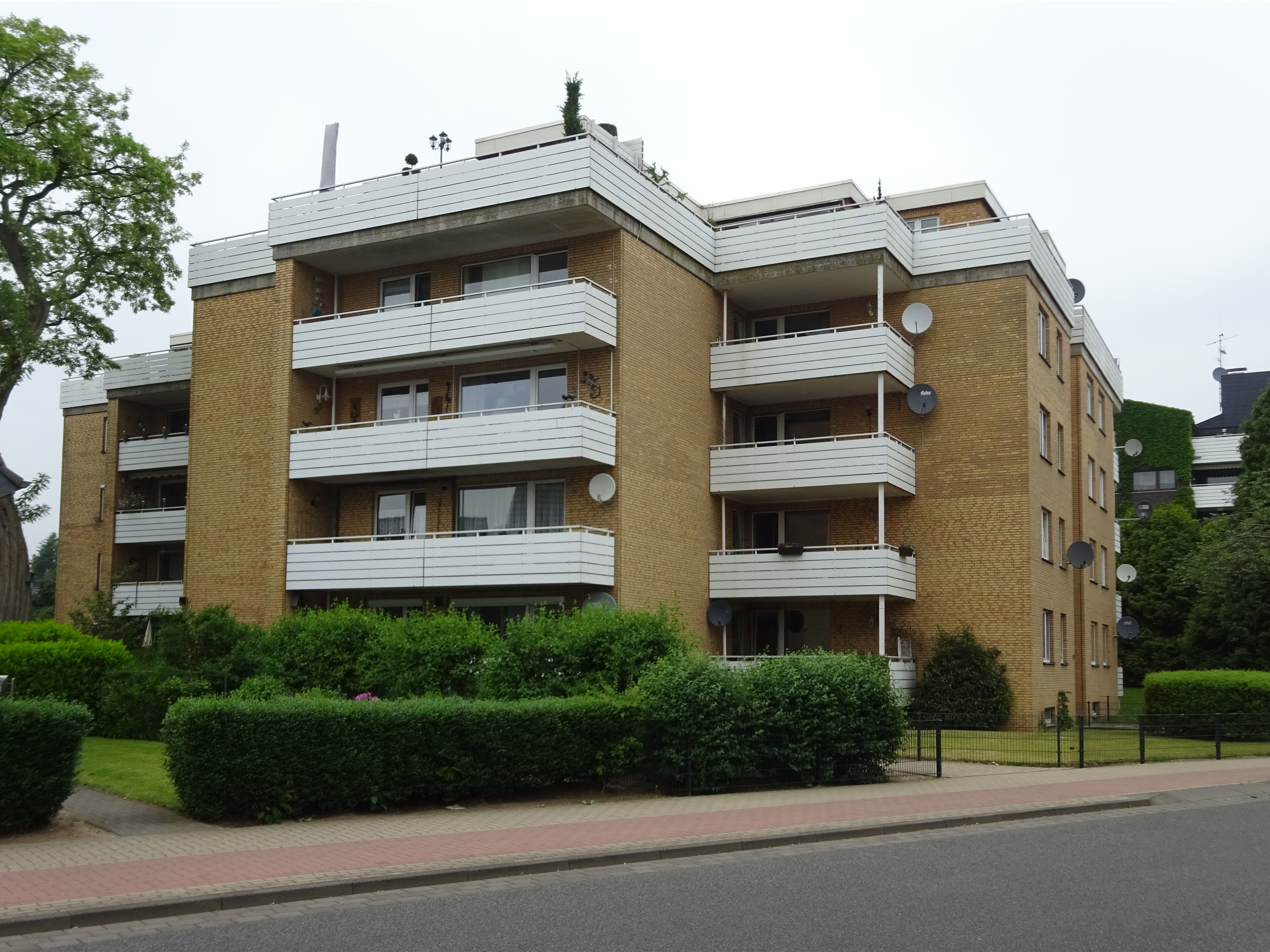
Appartementen
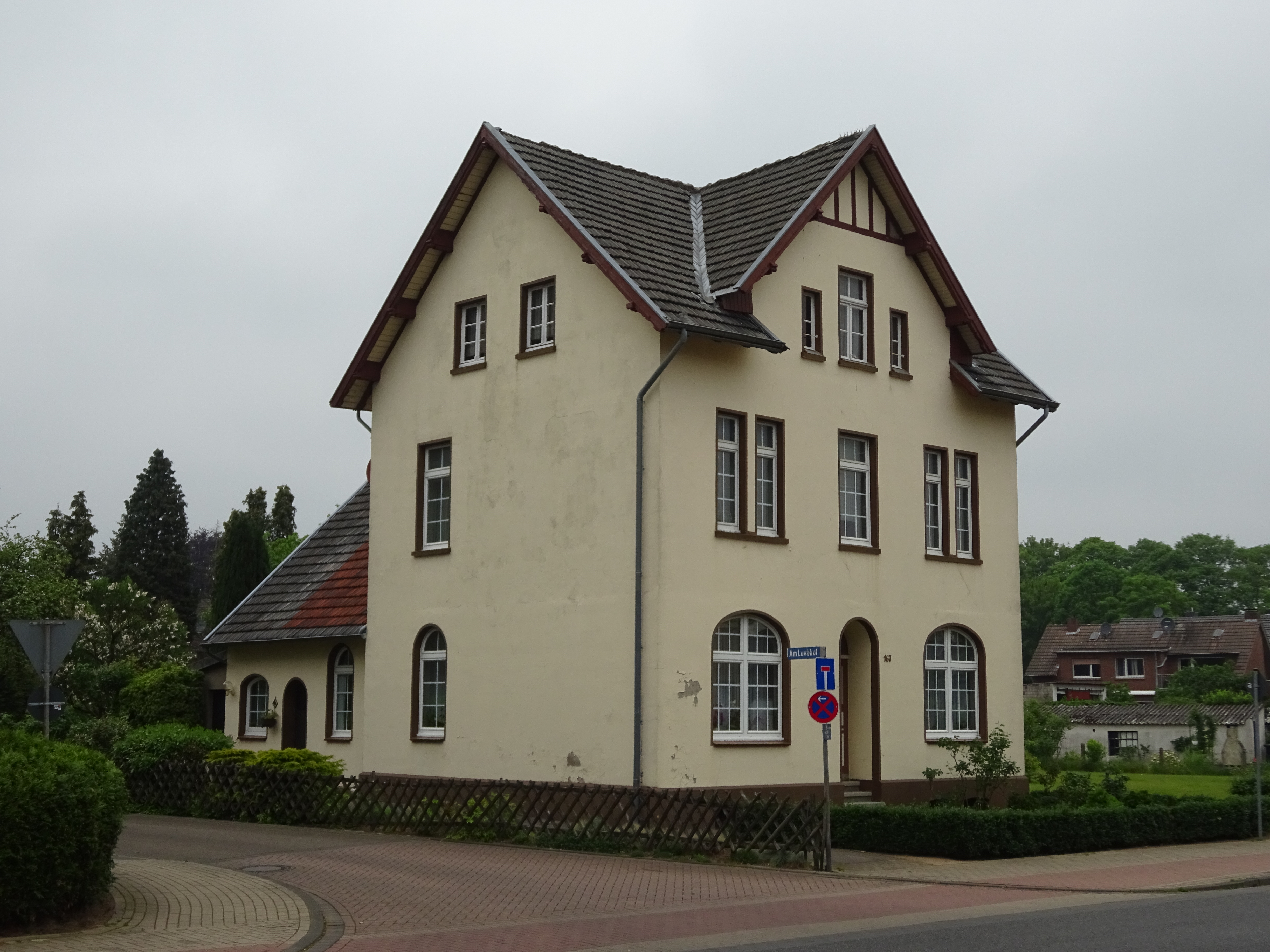
Speelberger Straße 167
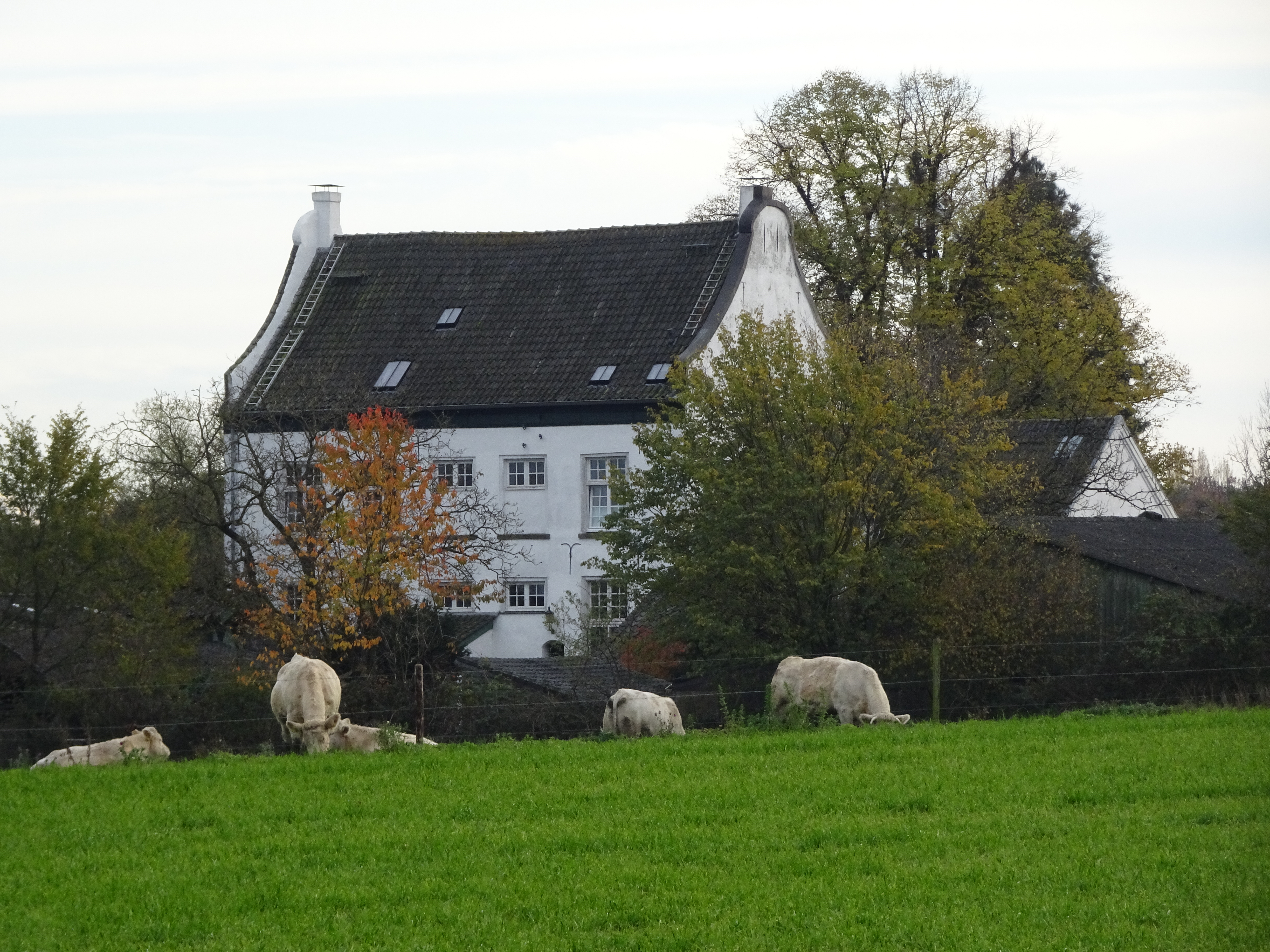
Herenhuis Hohe Sorge

Stadsdelen en kerkdorpen: Altstadt · Borghees · Dornick · Elten · Hüthum · Klein-Netterden · Leegmeer · Praest · Speelberg · Vrasselt

Buurtschappen: Elsepaß · Hoch-Elten